# Kensuke Kagami
Kensuke Kagami (jap. 加賀見 健介, Kagami Kensuke; * 21. November 1974 in der Präfektur Saitama) ist ein ehemaliger japanischer Fußballspieler.

## Karriere
Kagami erlernte das Fußballspielen in der Schulmannschaft der Toin Gakuen High School und der Universitätsmannschaft der Aoyama-Gakuin-Universität. Seinen ersten Vertrag unterschrieb er 1997 bei den Tokyo Gas (heute: FC Tokyo). Der Verein spielte in der zweithöchsten Liga des Landes, der Japan Football League. 1999 wurde er mit dem Verein Vizemeister der J2 League und stieg in die J1 League auf. Für den Verein absolvierte er 61 Spiele. Im August 2000 wurde er an den Zweitligisten Ōita Trinita ausgeliehen. Für den Verein absolvierte er 15 Spiele. 2001 kehrte er zu FC Tokyo zurück. 2002 wurde er an den Zweitligisten Kawasaki Frontale ausgeliehen. Für den Verein absolvierte er 22 Spiele. Im Oktober 2002 kehrte er zu FC Tokyo zurück. Ende 2003 beendete er seine Karriere als Fußballspieler.